# Máser de hidrógeno

Diagrama de un máser de hidrógeno

Un máser de hidrógeno, también conocido como  estándar de frecuencia de hidrógeno, es un tipo específico de máser que utiliza las propiedades intrínsecas del átomo de hidrógeno para servir como referencia de frecuencia de precisión.

## Resumen

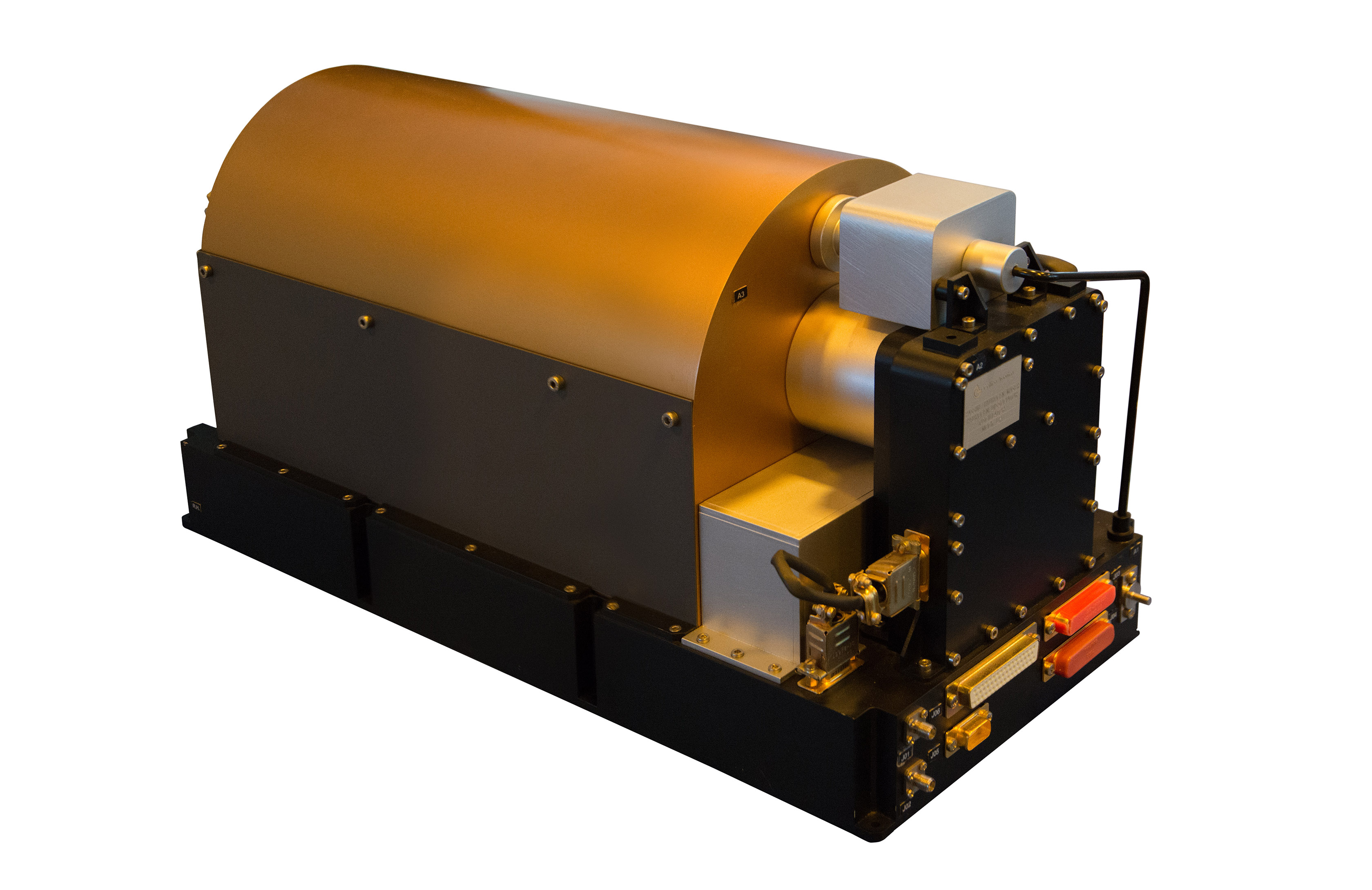
Un máser pasivo de hidrógeno utilizado como reloj en el Sistema de navegación por satélite Galileo

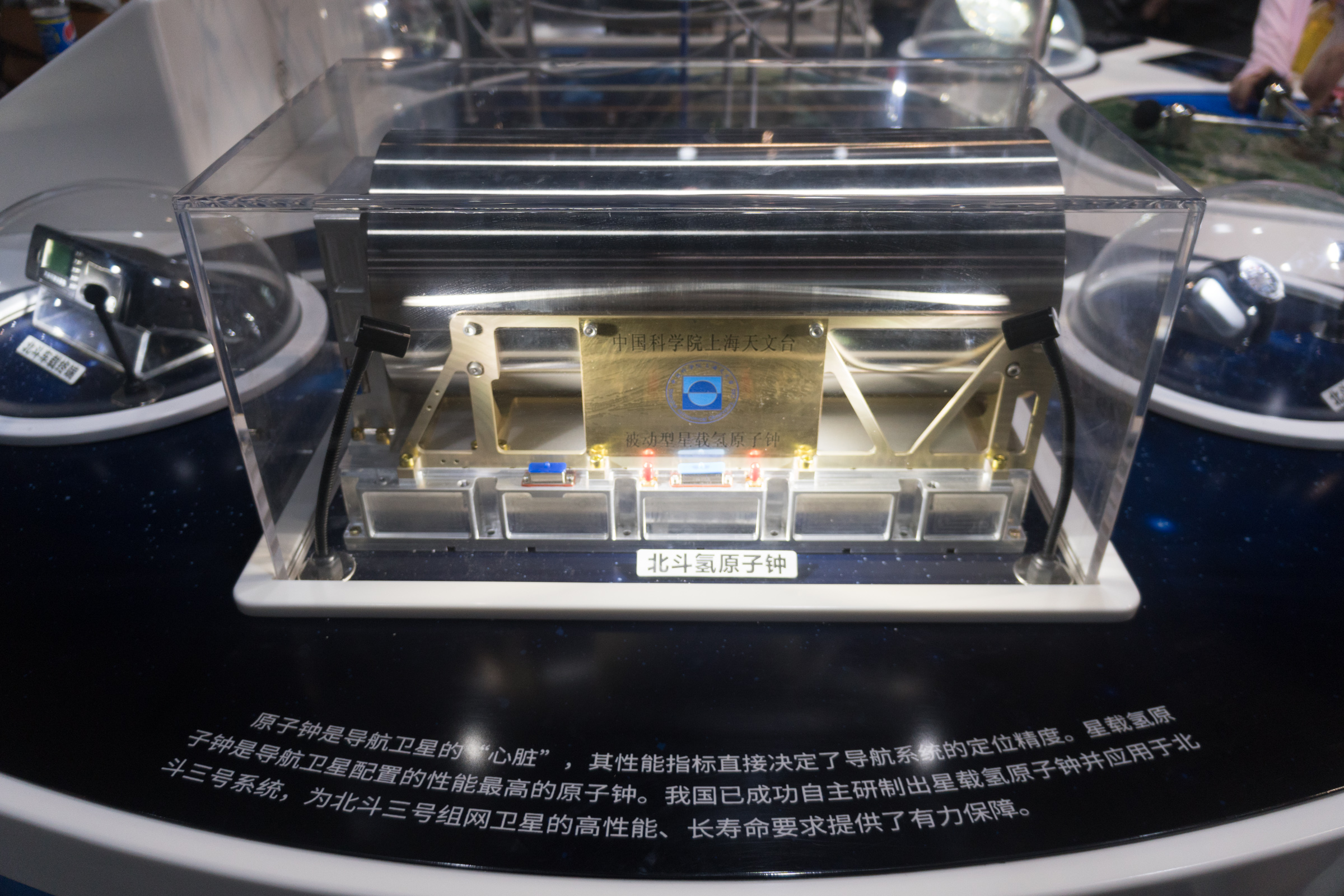
Máser de hidrógeno usado por el sistema de posicionamiento chino BeiDou-3

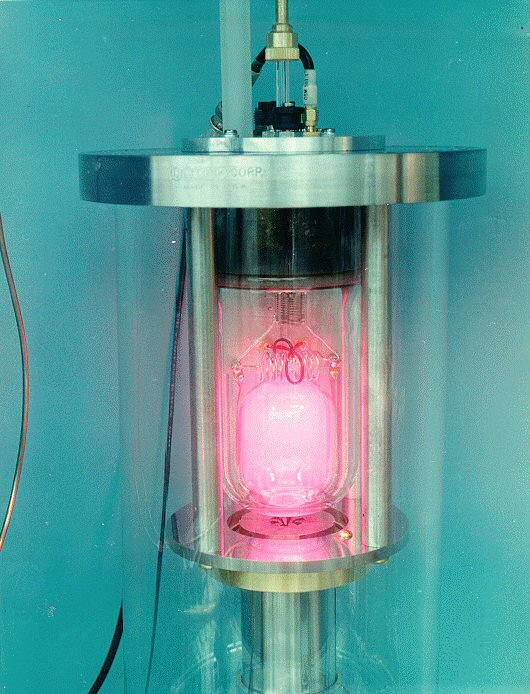
Un máser de hidrógeno expuesto

Tanto el protón como el electrón de un átomo de hidrógeno tienen espines. El átomo tiene mayor energía si ambos giran en la misma dirección y menor energía si giran en direcciones opuestas. La cantidad de energía necesaria para invertir el espín del electrón es equivalente a un fotón con una frecuencia de 1,420405751768 GHz, que corresponde a la línea de 21 cm en el espectro del hidrógeno.
Los máseres de hidrógeno son dispositivos muy complejos y de precio elevado (unos 235 000 dólares). Hay que distinguir dos tipos: activos y pasivos.
En ambos tipos, una pequeña botella de almacenamiento de hidrógeno, H
2, filtra una cantidad controlada de gas a una ampolla de descarga, donde las moléculas se disocian mediante un arco eléctrico en átomos de hidrógeno individuales. Estos átomos de hidrógeno pasan a través de un colimador, tras atravesar un selector de estado magnético, y se depositan en una ampolla de almacenamiento, que tiene aproximadamente 20 de alto y 10 de diámetro y está hecha de cuarzo recubierto internamente con PTFE. La adsorción, la interacción química y la perturbación del estado atómico se reducen mucho gracias a las propiedades de la superficie de la ampolla. Las interacciones constantes con la ampolla aumentan la calidad de la oscilación. Una tecnología duradera de recubrimiento de la ampolla con PTFE permite una vida útil del dispositivo de más de 20 años.
La ampolla de almacenamiento está situada dentro de una cavidad resonante hecha con un cilindro cerámico plateado o de cobre mecanizado con alta precisión. Esta cavidad está sintonizada con la frecuencia de resonancia (1,420) de los átomos. Un solenoide aplica un campo magnético estático débil paralelo al eje de la cavidad para potenciar la degeneración de los subniveles magnéticos según el efecto Zeeman. Para disminuir la influencia de los campos magnéticos externos cambiantes en la frecuencia de la línea de transición y evitar las interferencias electromagnéticas, la cavidad está rodeada por varias capas anidadas de apantallamiento.
En el máser de hidrógeno activo, la cavidad oscila por sí sola. Esto requiere una mayor densidad de átomos de hidrógeno y un factor de calidad más alto para la cavidad. Con cavidades de microondas avanzadas hechas de cerámica plateada, el factor de ganancia puede ser mucho mayor, por lo que se requiere menos densidad de átomos de hidrógeno. El máser activo es más complejo y más caro, pero tiene mejores estabilidades de frecuencia a corto y largo plazo.
En el máser de hidrógeno pasivo, la cavidad se alimenta mediante una frecuencia externa de 1,420, sintonizada para producir una respuesta máxima de la cavidad. Esto permite el uso de una menor densidad de átomos de hidrógeno y un menor factor de calidad de la cavidad, lo que reduce su costo.